# Momodou Lamine Bah (Leichtathlet)
Momodou Lamine Bah (* 14. Januar 2000) ist ein gambischer Sprinter, der sich auf den 400-Meter-Lauf spezialisiert hat.

## Sportliche Laufbahn
Erste internationale Erfahrungen sammelte Momodou Lamine Bah 2018 bei den Afrikameisterschaften in Asaba, bei denen er in 47,75 s den achten Platz belegte. Im Jahr darauf siegte er in 46,91 s bei den Juniorenafrikameisterschaften in Abidjan und wurde mit der gambischen 4-mal-400-Meter-Staffel vermutlich Vierter in 3:16,84 min. Anschließend nahm er erstmals an den Afrikaspielen in Rabat teil und schied dort mit 47,09 s im Halbfinale aus und kam in der 4-mal-100-Meter-Staffel im Vorlauf zum Einsatz. 2022 startete er bei den Afrikameisterschaften in Port Louis und schied dort mit 49,80 s in der ersten Runde aus und belegte mit der 4-mal-400-Meter-Staffel in 3:16,96 min den achten Platz.

## Persönliche Bestleistungen
- 400 Meter: 46,85 s, 16. April 2019 in Abidjan